# Batalla de Toló (1744)
La batalla naval de Toló o Batalla de Cap Sicié va tenir lloc els dies 22 al 23 de febrer de 1744 (NS) a la Mediterrània a la costa francesa prop de Toulon. Una flota combinada francoespanyola va combatre la flota mediterrània britànica. La flota francesa, que no estava oficialment en guerra amb Gran Bretanya, només es va unir als combats tardanament, quan va quedar clar que la flota espanyola molt superada havia guanyat l'avantatge respecte als seus enemics. Amb la intervenció francesa, la flota britànica es va veure obligada a retirar-se.
A Gran Bretanya, la batalla va ser considerada com la derrota més mortificant La flota franco-espanyola va superar amb èxit el bloqueig britànic i va causar considerablement més danys als britànics dels que van rebre, fent que els britànics es retiressin a Menorca necessitant greus reparacions. El retrocés de la flota de l'Almirall Mathews va deixar el mar Mediterrani temporalment sota control espanyol, permetent a la marina espanyola lliurar tropes i subministraments a l'exèrcit espanyol a Itàlia, capgirant de manera decisiva la guerra al seu favor.
Thomas Mathews va ser jutjat oficialment el 1746 sota l'acusació d'haver posat en marxa la flota de manera desorganitzada, d'haver fugit de l'enemic i d'haver fracassat en l'acció de dominar a l'enemic quan les condicions eren avantatjoses. Va ser un dels set capitans de vaixell  destituïts del servei.

## Preludi

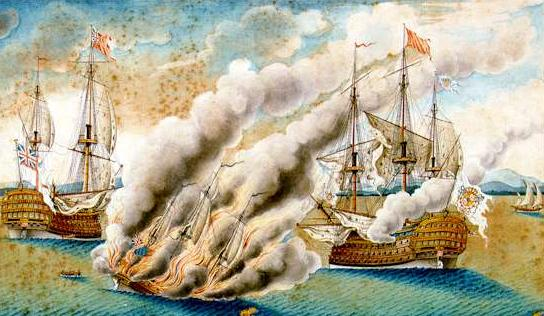
El vaixell britànic HMS Anne Galley, aflora i s'enfonsa al marge del seu objectiu previst, el vaixell insígnia espanyol real Felipe

La Guerra de Successió esclatà el 1740, per raó del fet de si Maria Teresa podia heretar el tron de la monarquia dels Habsburg. Gran Bretanya va recolzar a Àustria i la reivindicació de Maria Teresa, mentre que Espanya i França van donar suport a la reivindicació rival de l'elector de Baviera Carles. Gran Bretanya i Espanya havien estat en guerra a les Amèriques des de 1739, en la Guerra de l'Orella de Jenkins. Gran Bretanya i França no estaven oficialment en guerra a principis de 1744, tot i que estaven en costats oposats al conflicte més ampli i França planificava en secret una invasió de Gran Bretanya .
Thomas Mathews havia tingut una sòlida i poc espectacular carrera com a capità naval, ascendint a comandant d'una petita esquadra abans de retirar-se de la marina el 1724. Va tornar al servei naval el 1736, però només amb un rol administratiu a la costa. L'esclat de la guerra amb Espanya i l'imminent amenaça de guerra amb França van provocar el retorn de Mathews al servei actiu després d'anys de jubilació efectiva, amb una promoció directament a vicealmirall amb Penó vermell el 13 de març del 1741. Va rebre el comandament d'una flota a la Mediterrània i va ser nomenat com a plenipotenciari davant Carles Manuel III, rei de Sardenya (que va donar suport a la reivindicació de Maria Teresa) i les altres corts d'Itàlia. L'elecció de Mathews per aquest rol va ser una mica inesperada, ja que no s'havia distingit especialment i feia molts anys que no servía "embarcat" a la marina.
El segon comandant al Mediterrani va ser el contralmirall Richard Lestock. Mathews coneixia a Lestock des de la seva època a Chatham Dockyard, quan Mathews era el comissari i Lestock comandava els vaixells de guàrdia estacionats a Medway. Els dos no havien estat en bons termes, i Lestock esperava rebre el comandament de la flota mediterrània - que havia estat actuant comandant durant diverses setmanes després de Nicholas eglefino es va recordar. En rebre la publicació a la Mediterrània, Mathews va demanar que es recuperés Lestock a Gran Bretanya. Lestock també va demanar ser reassignat, sol·licitant el comandament de la flota de les Antilles. L'Almirallat es va negar a complaure cap de les dues peticions.
Els dos homes van continuar les seves desavinences durant el temps a la Mediterrània, tot i que la preocupació de Mathews per les seves funcions diplomàtiques va significar que no esclatés en un argument obert. El 1742 Mathews va enviar una petita esquadra a Nàpols per obligar el rei Carles, més tard el rei d'Espanya, a mantenir-se neutral a la guerra. Va ser comandat pel comandant William Martin, que es va negar a iniciar-se en negociacions, i va donar al rei mitja hora per tornar una resposta. Els napolitans es van veure obligats a acordar les exigències britàniques.
El juny de 1742, una esquadra de galeres espanyoles, que s'havia refugiat a la badia de Saint-Tropez, va ser cremada pels bombers de la flota de Mathews. Mentrestant, una esquadra espanyola s'havia refugiat a Toulon, i la flota britànica l'ha vist des de les illes Ieras. Els britànics van iniciar un bloqueig naval fora de Toulon, permetent passar els bucs francesos però impedint que els espanyols marxessin.

## Batalla
El 21 de febrer de 1744  els espanyols van marxar de Toulon i es van dirigir a la mar, en companyia d'una força francesa. Mathews va ordenar que la flota britànica seguís el seu curs. La flota francoespanyola comptava amb 27 vaixells de línia i tres fragates, mentre que els britànics tenien 30 vaixells de línia i tres fragates. Els vaixells britànics estaven generalment més grans i més armats que els seus oponents, amb un 25% més de canons en general. dues flotes es van organitzar en els tradicionals tres esquadrons: el d'avantguarda, el central i el posterior (o de rereguarda), i els espanyols van formar l'esquadró posterior de la flota aliada.
Els vents eren lleugers, dificultant les maniobres i provocant la difusió de les flotes. Al vespre del 22 de febrer, les flotes van començar a apropar-se les unes a les altres i preparar-se per a la batalla, amb Mathews senyalant els seus vaixells per formar línia de batalla. La línia encara no s'havia format correctament a mesura que va caure la nit, portant a Mathews a aixecar el senyal per venir (aturar-se convertint-se en el vent), pretenent que els seus vaixells acabessin primer per formar la línia. Les esquadres van i centre així ho van fer, però Lestock, al comandament de la part posterior, van obeir l'ordre de venir a immediatament, sense haver format la línia.

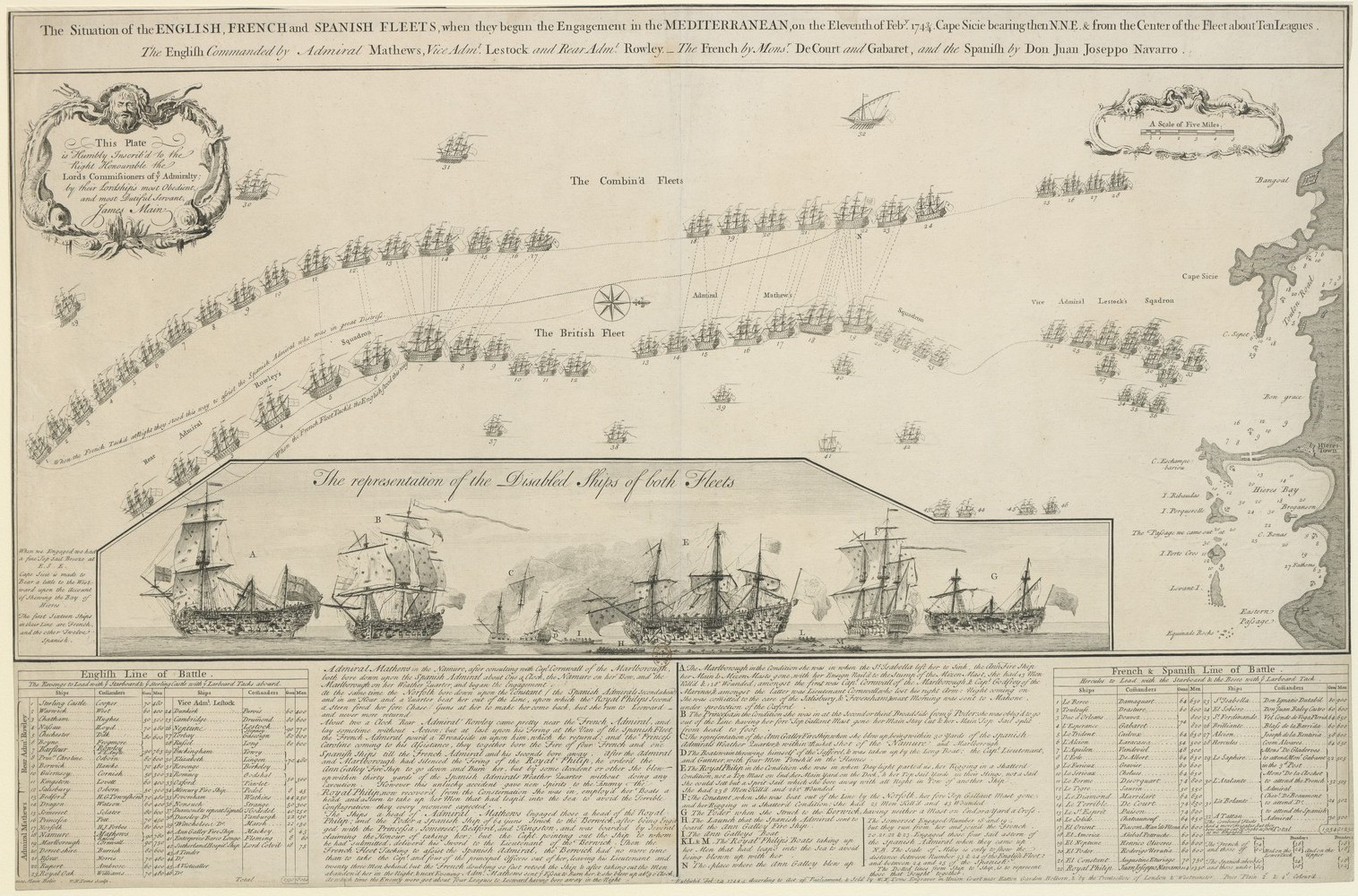
Mapa de la batalla

Durant el trencament del dia 23 de febrer, la part posterior de la flota britànica es va separar a una distància considerable de l'avantguarda i del centre. Mathews va demanar que Lestock es pogués navegar amb més ganes de començar l'atac amb els seus vaixells encara desorganitzats, però la lentitud de Lestock per respondre va fer que la força francoespanyola es comencés a escapar cap al sud. Mathews temia que se'ls escapés i passés per l'estret de Gibraltar per unir-se a la força francesa reunida a Brest per a la invasió planificada de Gran Bretanya .
Sabent que el seu deure era atacar, Mathews va hissar el senyal per enganxar l'enemic a bord del seu vaixell insígnia HMS Namur, i a la una en punt, va abandonar la línia per atacar la rereguarda espanyola, seguit del capità James Cornewall a bord del HMS Marlborough. En fer-ho, es deixava enarborat el senyal per formar la línia de batalla. Els dos senyals enarborats alhora creaven confusió. Alguns comandants britànics, incloent el capità Edward Hawke, van seguir l'exemple de Mathews, però els altres no ho van fer, hi havia massa incertesa.
Sense suport, Namur i Marlborough van aconseguir comprometre amb èxit els seus vaixells contra la línia enemiga, però van patir danys considerables. A la part posterior dels vaixells atacats, cinc vaixells espanyols més van seguir, a certa distància, a causa de la lenta velocitat de l'esquadró d'avantguarda: Brillante, San Fernando, Halcon, Soberbio i Santa Isabel . Hi va haver algun intercanvi de foc entre aquests i els vaixells de la rereguarda anglesa. La majoria dels vaixells de Lestock a la part posterior van romandre inactius durant la batalla.
L'acció principal s'estava lluitant al voltant del Real Felipe, el vaixell insígnia de Navarro. Marlborough va creuar intencionadament la línia espanyola, però va patir danys tan greus que es va considerar que estava a punt d'enfonsar-se. L' Hèrcules, a popa del Real Felipe, va lluitar valentment contra tres vaixells britànics. El Constant, immediatament per davant del vaixell insígnia, va repel·lir l'atac d'un vaixell de línia britànic, que va ser ràpidament substituït per dos més, amb els quals va continuar lluitant durant gairebé tres hores.
Els vaixells francesos van arribar a les cinc en punt per ajudar els espanyols, una maniobra interpretada per alguns dels comandants britànics com un intent de doblar la línia britànica i envoltar-los. Sense ordres de Mathews i manca d'instruccions o estructura d'ordres clares, la línia britànica es va trencar i va començar a fugir cap al nord-oest. Els espanyols, encara a la defensiva, es van descuidar de capturar a l'indefens Marlborough, tot i que van reprendre el Poder, que anteriorment s'havia rendit als britànics.
La flota francoespanyola va reprendre la seva fugida cap al sud-oest, i no va ser fins al 23 de febrer que els britànics van poder reagrupar-se i reprendre la persecució. Van aconseguir a la flota enemiga de nou, que va ser obstaculitzat per remolcar vaixells danyats, i el Poder immanejable va ser abandonat i s'escapolien pels francesos. Per ara, els britànics s'havien tancat a pocs quilòmetres de la flota enemiga, però Mathews va tornar a indicar perquè arribés la flota. L'endemà, 24 de febrer, la flota francoespanyola estava gairebé fora de vista, i Mathews va tornar a les Ieras i va navegar des d'allà cap a Port Maó, on va arribar a principis de març.

## Conseqüències

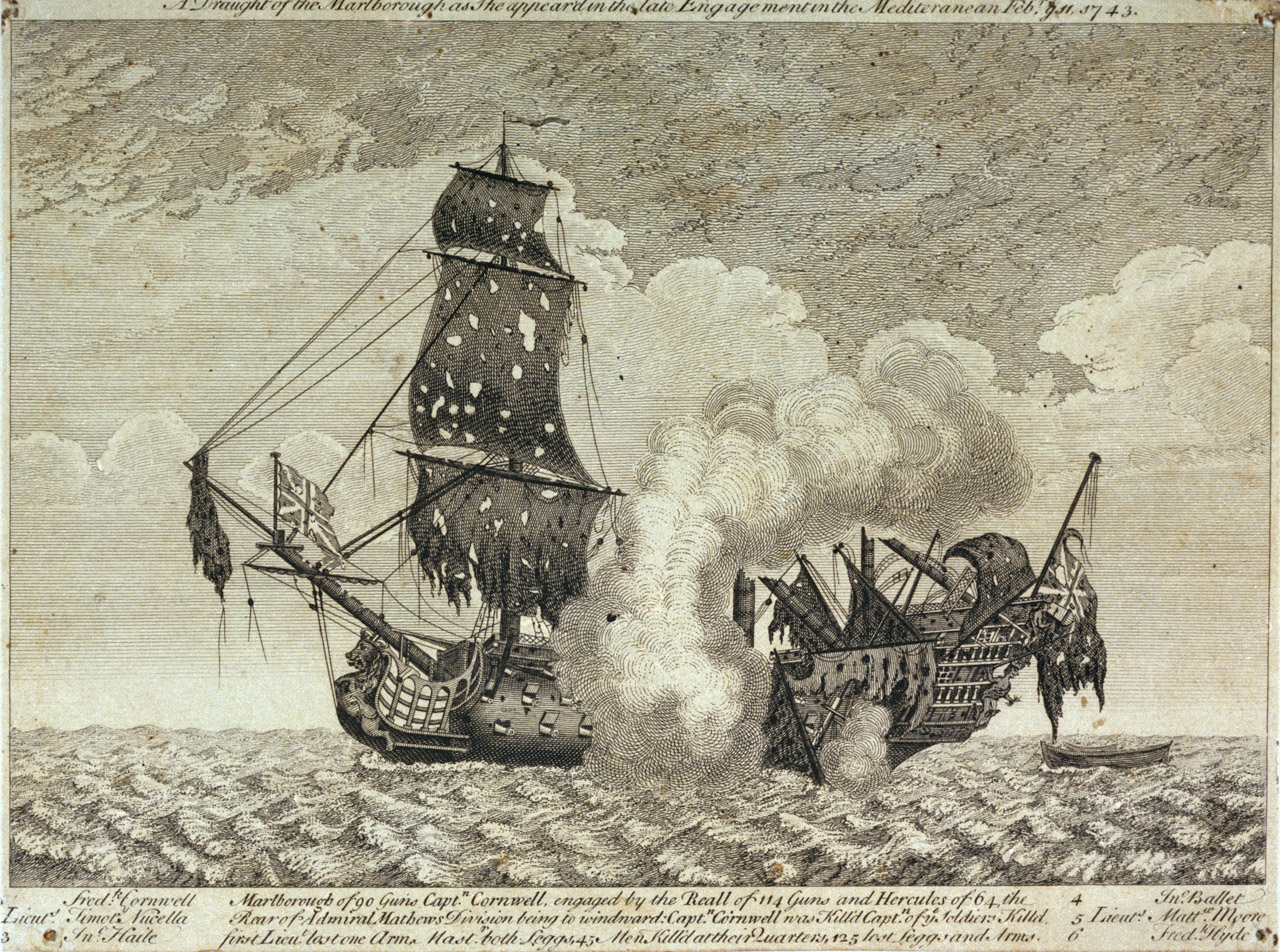
El HMS 90 canons Marlborough, fortament danyat després de la batalla

Tàcticament, la batalla va ser indecisa, però França i Espanya van aconseguir com a conseqüència guanys estratègics importants. La flota francoespanyola que s'escapava va poder lliurar tropes i subministraments a l'exèrcit espanyol a Itàlia, fent girar de manera decisiva la guerra que hi havia al seu favor. L'almirall espanyol Juan José Navarro va ser creat el marquès de la Victòria després de la seva conducció. El març va ser seguida per una declaració de guerra francesa a Gran Bretanya i Hannover al març. Al maig, els francesos també van declarar la guerra a Maria Teresa i van envair els Països Baixos austríacs, havent abandonat el seu anterior pla per a envair Gran Bretanya.
Aquestes van ser conseqüències importants, derivades del fracàs de la flota britànica de dur a terme una acció decisiva contra un enemic de menor quantitat. Això es va remarcar àmpliament a Gran Bretanya, fet que la Casa dels Comuns va sol·licitar al rei Jordi II una investigació pública. Això es va celebrar i van ser jutjats una dotzena de capitans per part de la cort marcial, set van ser enviats en efectiu per no haver fet tot el possible per enganxar a l'enemic i donar suport als vaixells que ja estaven compromesos, tal com exigien els articles de la guerra (dos van ser absolts, un va morir abans del judici). També es va intentar el bestiar, però va poder culpar a Mathews i, amb l'ajuda de poderosos partidaris del govern, va ser absolt i va oferir més ocupació. Mathews també va ser jutjat per tribunal marcial el 1746, per acusació d'haver posat en marxa la flota de manera desorganitzada, d'haver fugit de l'enemic i d'haver fallat en actuar contra l'enemic quan les condicions eren avantatjoses. En la seva defensa, es va demostrar que havia lluitat de valent, però el juny de 1747 el tribunal va jutjar els càrrecs provats, i Mathews fou ingressat en caixa (destituït del servei).

Els judicis eren impopulars amb el públic, amb una article de 1758 declarant: 
 No es va poder convèncer a la nació que el vicealmirall havia de ser exculpat per no lluitar, i l'almirall cobrava per lluitar. 
 El procés judicial va ser obstaculitzat per la interferència dels polítics i els tribunals civils, per la qual cosa el 1749 el Parlament va modificar els articles de guerra del 1661 per millorar l'autonomia dels tribunals navals. També va modificar la secció que deia: 
"Tots els caps marítims i tots els altres mariners i pilots oficials de tots els navilis,  Fragates o vaixells de guerra que en el moment de qualsevol baralla o compromís retirin o no entrin en la lluita i no es dediquen a fer el possible per vèncer o posar en perill el pirata enemic o rebel i no ajudin a qualsevol nau de Sa Majestat i els jutges considerin un delicte de covardia o desafecció han de ser jutjats pel tribunal marcial i patiran penes de mort o altres càstigs que mereixin les circumstàncies del delicte."
Així a l'article XII dels articles de guerra de 1749 s'hi podia llegir finalment: 
"Tota persona de la flota, que mostrant covardia, negligència o desafecció, es retiri, o es mantingui enrere, o no entri en la lluita o compromís, o no faci tot el possible per agafar o destruir tots els vaixells, per a realitzar el seu deure de comprometre's i d'ajudar i alleujar tots els vaixells de sa Majestat o els seus aliats, amb els que tingui el deure d'assistir i ajuda, totes aquelles persones que hagin comés eixes ofenses i siguin condemnades per la sentència d'un El tribunal Marcial, patiran la pena de mort."
Aquest canvi comportaria l'execució de l'almirall Byng el 1757.

## Ordre de batalla
| Borée               | Tercer rang | 64  | Capità Marqueu                                   |                                                                      |
| Tolosa              | Quart rang  | 60  | Capità Dárton                                    |                                                                      |
| Tigre               | Quart rang  | 50  | Capità Saurin                                    |                                                                      |
| Éole                | Tercer rang | 64  | Capità D'Alver                                   |                                                                      |
| Alcyon              | Quart rang  | 56  | Capità Lancel                                    |                                                                      |
| Duc D'Orléans       | Tercer rang | 68  | Capità Dornés                                    |                                                                      |
| Espoir              | Tercer rang | 74  | Capità D'Hericourt (Insígnia de Gavaret)         |                                                                      |
| Esquadró del centre |             |     |                                                  |                                                                      |
| Trident             | Tercer rang | 64  | Capità Caylus                                    |                                                                      |
| Heureux             | Quart rang  | 60  | Capità Gramier                                   |                                                                      |
| Achiléon            | Quart rang  | 60  | Capità Vaudevil                                  |                                                                      |
| Solide              | Tercer rang | 64  | Capità Chateauneuf                               |                                                                      |
| Diamant             | Quart rang  | 50  | Capità Manak                                     |                                                                      |
| Ferme               | Tercer rang | 70  | Capità Gorgues                                   |                                                                      |
| Terrible            | Tercer rang | 74  | Vicealmirall De Court Capità Jonquière           |                                                                      |
| Sancti Espiritus    | Tercer rang | 68  | Capità Poison                                    |                                                                      |
| Sérieux             | Tercer rang | 64  | Capità Cahyla                                    |                                                                      |
| Esquadró posterior  |             |     |                                                  |                                                                      |
| Orient              | Quart rang  | 60  | Capità Joaquín Villena                           |                                                                      |
| Amèrica             | Quart rang  | 60  | Capità Aníbal Petrucci                           |                                                                      |
| Neptuno             | Quart rang  | 60  | Capità Enrique Olivares †                        |                                                                      |
| Poder               | Quart rang  | 60  | Capità Rodrigo de Urrutia. (P.D.G.)              | Capturat pels britànics i, Recapturat pels francesos i auto-enfonsat |
| Constante           | Tercer rang | 70  | Capità Agustín Iturriaga †                       |                                                                      |
| Real Felipe         | Primer rang | 110 | Almirall Jose Navarro Capità Nicolas Geraldino † |                                                                      |
| Hércules            | Tercer rang | 64  | Capità Cosme Álvarez                             |                                                                      |
| Brillant            | Quart rang  | 60  | Capità don Blas de la Barreda                    |                                                                      |
| Alcón               | Quart rang  | 60  | Capità José Rentería                             |                                                                      |
| San Fernando        | Tercer rang | 64  | Comte de Vegaflorida                             |                                                                      |
| Soberbio            | Quart rang  | 50  | Capità Juan Valdés                               |                                                                      |
| Santa Isabel        | Tercer rang | 80  | Capità Ignacio Dautevil                          |                                                                      |

4 fragates 4 vaixells 
| Flota britànica              | Flota britànica  | Flota britànica | Flota britànica                                                     | Flota britànica                              |
| Vaixell                      | rang             | Canons          | Comandant                                                           | Notes                                        |
| Avantguarda                  | Avantguarda      | Avantguarda     | Avantguarda                                                         | Avantguarda                                  |
| ---------------------------- | ---------------- | --------------- | ------------------------------------------------------------------- | -------------------------------------------- |
| HMS Chatham                  | Quart rang       | 50              | Capità Richard Hughes                                               |                                              |
| HMS Nassau                   | Tercer rang      | 70              | Capità James Lloyd                                                  |                                              |
| HMS Chichester               | Tercer rang      | 80              | Capità William Dilkes                                               |                                              |
| HMS Boyne                    | Tercer rang      | 80              | Capità Rowland Frogmore                                             |                                              |
| HMS Barfleur                 | Segón rang       | 90              | Contralmirall William Rowley (Red Ensign) Capità Meyrick de L'Angle |                                              |
| HMS Ranelagh                 | Tercer rang      | 80              | Capità Henry Osborn                                                 |                                              |
| HMS Berwick                  | Tercer rang      | 70              | Capità Edward Hawke                                                 |                                              |
| HMS Stirling Castle          | Tercer rang      | 70              | Capità Thomas Cooper                                                |                                              |
| HMS Bedford                  | Tercer rang      | 70              | Capità hon. George Townshend                                        |                                              |
| HMS Feversham                | Cinquè rang      | 40              |                                                                     |                                              |
| HMS Winchelsea               | Sisé rang        | 20              |                                                                     |                                              |
| Centre                       |                  |                 |                                                                     |                                              |
| HMS Drac                     | Quart rang       | 60              | Capità Charles Watson                                               |                                              |
| HMS Royal Oak                | Tercer rang      | 70              | Capità Edmund Williams                                              |                                              |
| HMS Princesa                 | Tercer rang      | 70              | Capità Robert Pett                                                  |                                              |
| HMS Somerset                 | Tercer rang      | 80              | Capità George Slater                                                |                                              |
| HMS Norfolk                  | Tercer rang      | 80              | Capità hon. John Forbes                                             |                                              |
| HMS Marlborough              | Segón rang       | 90              | Capità James Cornewall †                                            |                                              |
| HMS Dorsetshire              | Tercer rang      | 80              | Capità George Burrish                                               |                                              |
| HMS Essex                    | Tercer rang      | 70              | Capità Richard Norris                                               |                                              |
| HMS Rupert                   | Tercer rang      | 60              | Capità John Ambrose                                                 |                                              |
| HMS Namur (vaixell insígnia) | Segón rang       | 90              | Almirall Thomas Mathews (Blue Ensign) Capità John Russell †         |                                              |
| HMS Dursley Castle           | Sisé rang        | 20              |                                                                     |                                              |
| HMS Anne Galley              | Brulot           | 8               | Capità Mackay †                                                     | Va esclatar per tirs de canó del Real Felipe |
| Sutherland                   | Vaixell hospital | 18              |                                                                     |                                              |
| Rereguarda (part posterior)  |                  |                 |                                                                     |                                              |
| HMS Salisbury                | Quart rang       | 50              | Capità Peter Osborne                                                |                                              |
| HMS Romney                   | Quart rang       | 50              | Capità Henry Godsalve                                               |                                              |
| HMS Dunkirk                  | Tercer rang      | 60              | Capità Charles Wager Purvis                                         |                                              |
| HMS Desplaçament             | Tercer rang      | 70              | Capità George Berkeley                                              |                                              |
| HMS Cambridge                | Tercer rang      | 80              | Capità Charles Drummond                                             |                                              |
| HMS Neptú                    | Segón rang       | 90              | Vicealmirall Richard Lestock (White Ensign) Capità George Stepney   |                                              |
| HMS Torbay                   | Tercer rang      | 80              | Capità John Gascoigne                                               |                                              |
| HMS Russell                  | Tercer rang      | 80              | Capità Robert Long                                                  |                                              |
| HMS Buckingham               | Tercer rang      | 70              | Capità John Towry                                                   |                                              |
| HMS Elizabeth                | Tercer rang      | 70              | Capità Joshua Lingen                                                |                                              |
| HMS Kingston                 | Tercer rang      | 60              | Capità John Lovatt                                                  |                                              |
| HMS Oxford                   | Quart rang       | 50              | Capità Harry Powlett                                                |                                              |
| HMS Warwick                  | Tercer rang      | 60              | Capità Temple West                                                  |                                              |
| HMS Mercuri                  | Brulot           | 8               |                                                                     |                                              |